# Centaurea solstitialis
Centaurea solstitialis (tên trong tiếng Anh gồm yellow star-thistle, golden starthistle, yellow cockspur và St. Barnaby's thistle) là một loài cây thường niên trong họ Cúc. Loài này được L. mô tả khoa học đầu tiên năm 1753.